# Timàlia gorjablanca
La timàlia gorjablanca (Stachyris oglei) és un ocell de la família dels timàlids (Timaliidae).

## Hàbitat i distribució
Habita matolls a les muntanyes del nord-est de l'Índia, al nord-est d'Assam i sud-est d'Arunachal Pradesh.